# Sofia Assefa

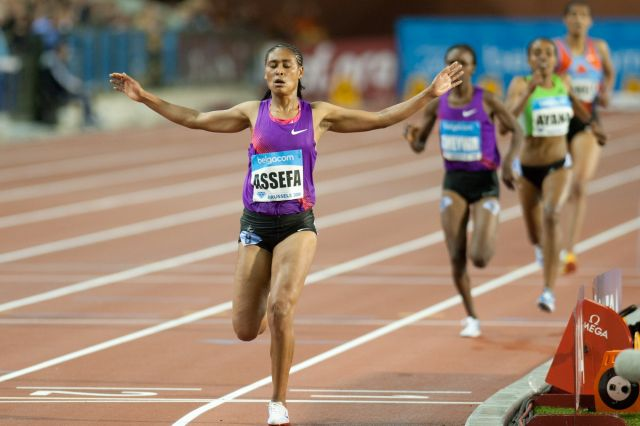
Sofia Assefa 2010 in Brüssel

Sofia Assefa (* 14. November 1987 in Addis Abeba) ist eine äthiopische Langstreckenläuferin, die sich auf den Hindernislauf über 3000 m spezialisiert hat.

## Sportliche Laufbahn
Assefa nahm an den Olympischen Spielen 2008 in Peking teil, konnte sich jedoch nicht für das Finale qualifizieren. Im folgenden Jahr belegte sie bei den Leichtathletik-Weltmeisterschaften in Berlin den 13. Platz und beim Leichtathletik-Weltfinale in Thessaloniki den vierten Platz.
Bei den Leichtathletik-Afrikameisterschaften 2010 in Nairobi gewann Assefa hinter der Kenianerin Milcah Chemos Cheywa die Silbermedaille im Hindernislauf. Außerdem erreichte sie beim Leichtathletik-Continentalcup in Split den dritten Platz und gewann das Rennen beim Memorial Van Damme in Brüssel. 2011 verbesserte sie den äthiopischen Rekord im Hindernislauf bei der Golden Gala in Rom auf 9:15,04 min. Bei den Weltmeisterschaften in Daegu wurde sie Sechste. Vier Jahre nach Peking gelang Assefa bei den Olympischen Spielen in London nicht nur der Finaleinzug, sondern auch eine Medaille. Sie holte in 9:09,84 min die Silbermedaille.
Bei den Weltmeisterschaften 2013 war sie wieder ganz vorne mit dabei und gewann hinter Milcah Chemos Cheywa und deren Landsfrau Lidya Chepkurui die Bronzemedaille.
2017 verbesserte sie den von ihr gehaltenen Landesrekord in Hengelo auf 9:07,06 min und qualifizierte sich damit für die Weltmeisterschaften in London. Dort hatte sie aber im Vorlauf mit Problemen zu kämpfen und konnte sich nicht für das Finale qualifizieren.